# Zsinór utca
A brassói Zsinór utca (románul: Strada Sforii, németül: Fadengasse) Európa egyik legkeskenyebb utcája; turisztikai látványosság. A 21. század elején bekerült a legtöbb Brassóról szóló útikalauzba, így a város világszerte ismert látványossága lett. A Michelin Zöld Könyve egy csillaggal jegyzi. A szó szoros értelmében nem tekinthető utcának, ugyanis nem nyílnak belőle kapuk, házbejáratok.

## Elnevezése
1674-ben említik először am aynyen Gäsken néven. Későbbi német nevei stinkender Gang (1736), Zwerg Gässel (1805), Schnurgässchen (1873). Mai német leírásokban általában Fadengasse néven jelenik meg, bár egyesek továbbra is Schnurgässchenként említik.
Magyarul 1873-ban a Sinor utca, románul 1937-ben a Str. Sfoarei elnevezést jegyezték fel. Nem összetévesztendő a Cérna utcával (Zwirngasse), mely a mai Michael Weiss utca délkeleti része volt.

## Története
A Zsinór utca már a 15. század közepe előtt létezett, és két ún. tizedet (decurium) választott el. A középkorban a lakosok szervezték meg a város védelmét, és e célból a háztartások ötös vagy tízes csoportokba tömörültek, a tömböket pedig utcák és sikátorok választották el egymástól. Első említése a 17. századból származik, mikor megemlítették, hogy főleg a tűzoltók használták, hogy a bolgárszegi tűzeseteknél hamar elérjék a Katalin-kaput.
A 20. században elhanyagolták, fokozatosan lepusztult, mígnem 1998-ban felújították. A felújítást Dan Oprea sportoló indítványozta, és a belga Baldvin-alapítvány támogatásával valósult meg. 2002-ben megrendezték a Serbările Străzii Sforiit (Zsinór utca ünnepe), mely során az utca hosszában brassói iskolások rajzait állították ki.
A 21. század elején felismerték az utcában rejlő turisztikai értéket, így 2003-ban ismét felújították, a falakat lefestették, a burkolatot lecserélték, utcanévtáblákat és 19. századot idéző lámpákat helyeztek el. Hamarosan bekerült a legtöbb turistakalauzba, és a város egyik látványosságává vált. 2018 nyarán ismét felújították, a falakat újrafestették, falfestményeket és műalkotásokat készítettek. Ezzel szinte teljesen odaveszett az utca középkori hangulata.

## Leírása
Az Árvaház utcát (Strada Poarta Șchei, Waisenhausgasse) és az Új utcát (Strada Cerbului, Neugasse) összekötő sikátor; az Árvaház utca 17–19. számú házai között indul, közel az Árvaház utcai kapuhoz, és az Új utca 20–22. számú házai között ér véget. Hosszúsága 83 méter, szélessége 111 és 135 centiméter között váltakozik, így ezt tartják Európa harmadik legkeskenyebb utcájának a reutlingeni Spreuerhofstraße és az exeteri Parliament Street után. Más felsorolások negyedikként vagy hatodikként jegyzik.
Az utca több mondának témája. Egy legenda szerint a középkorban itt találkoztak a tiltott szerelmesek, ezért napjainkban népszerű, mint romantikus találkahely. Emellett a falfirkáló vandáloknak is kedvelt célpontja.

## Képek

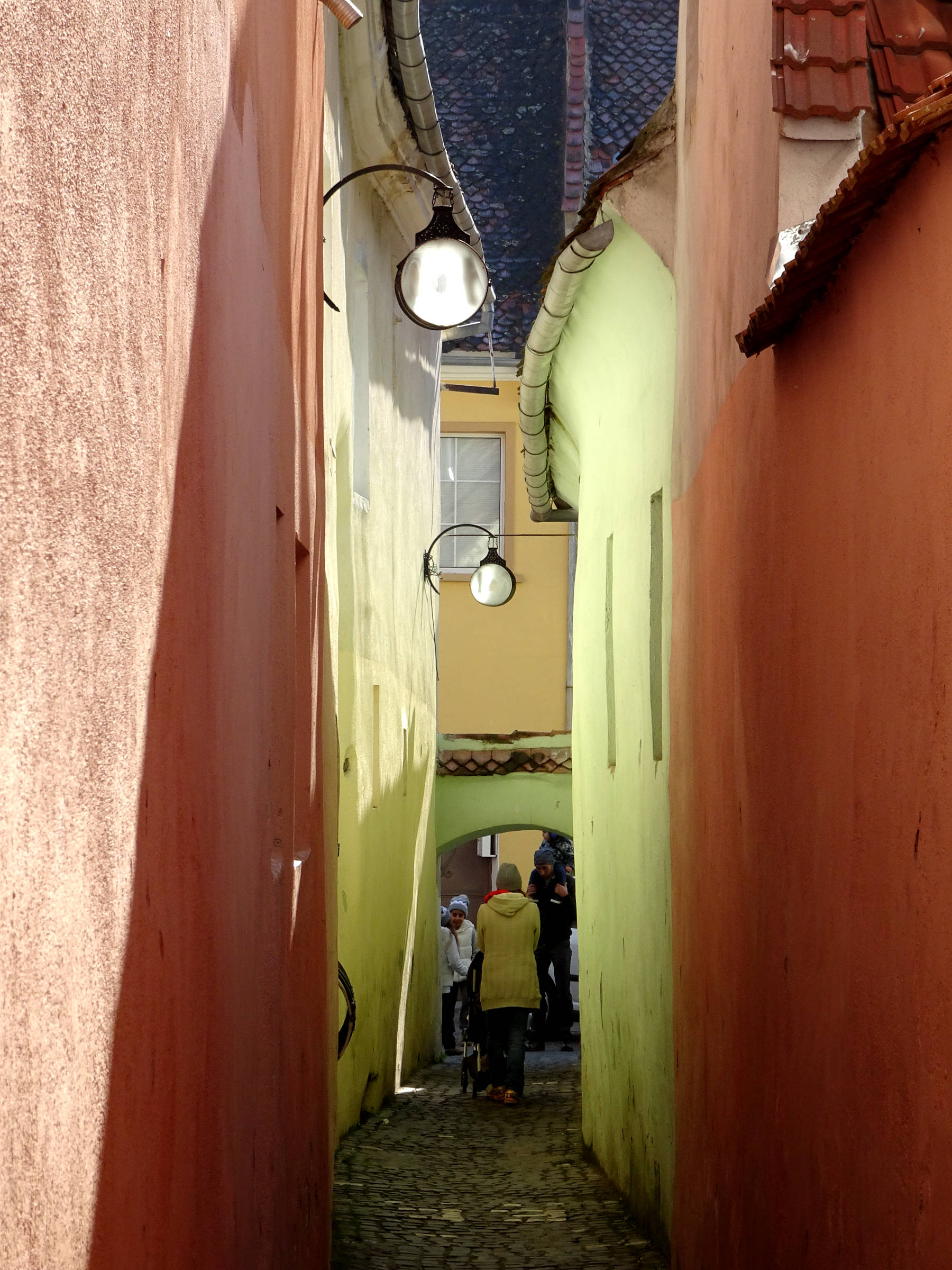
Dél felé nézve (2016)
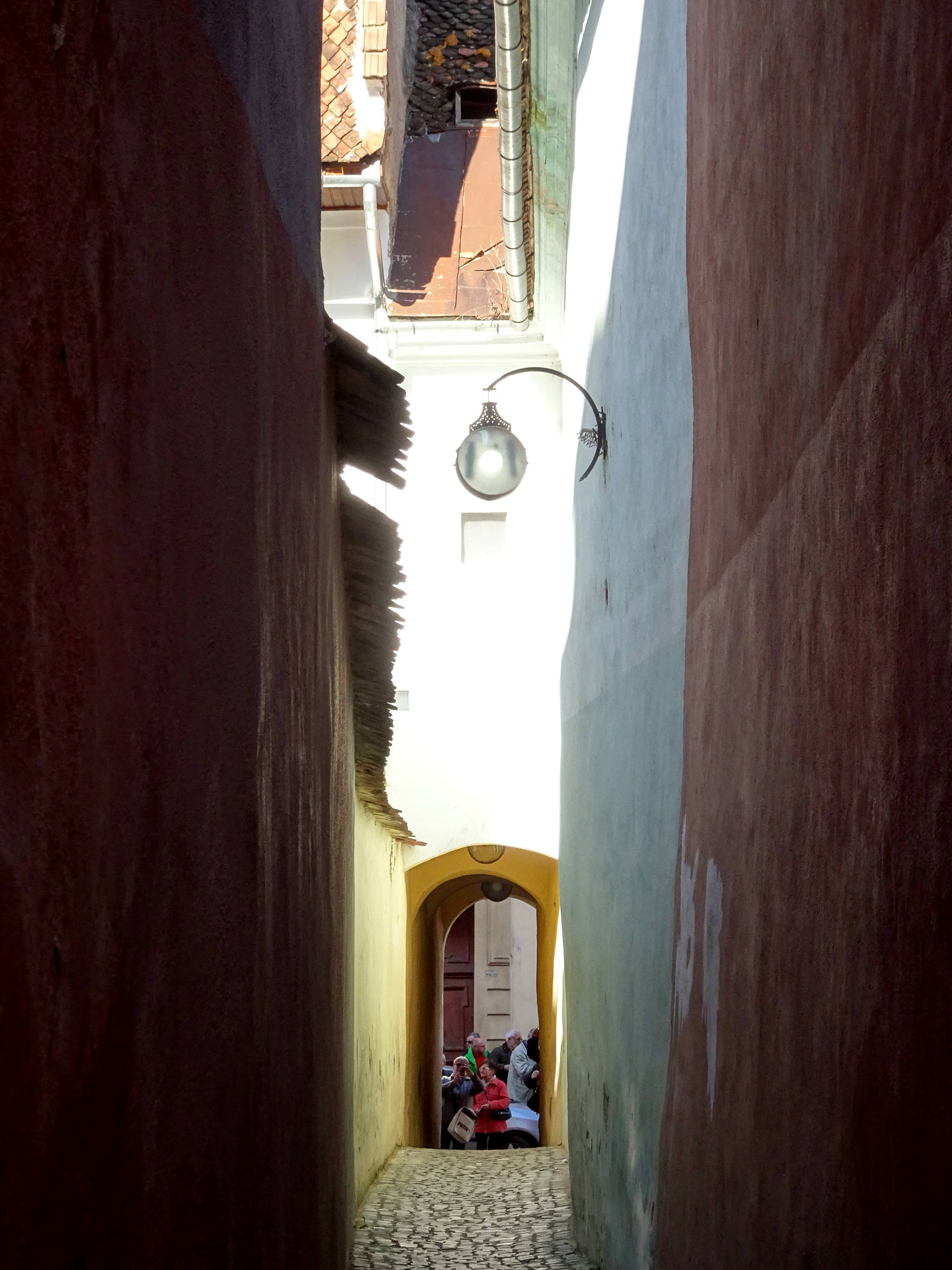
Észak felé nézve (2016)
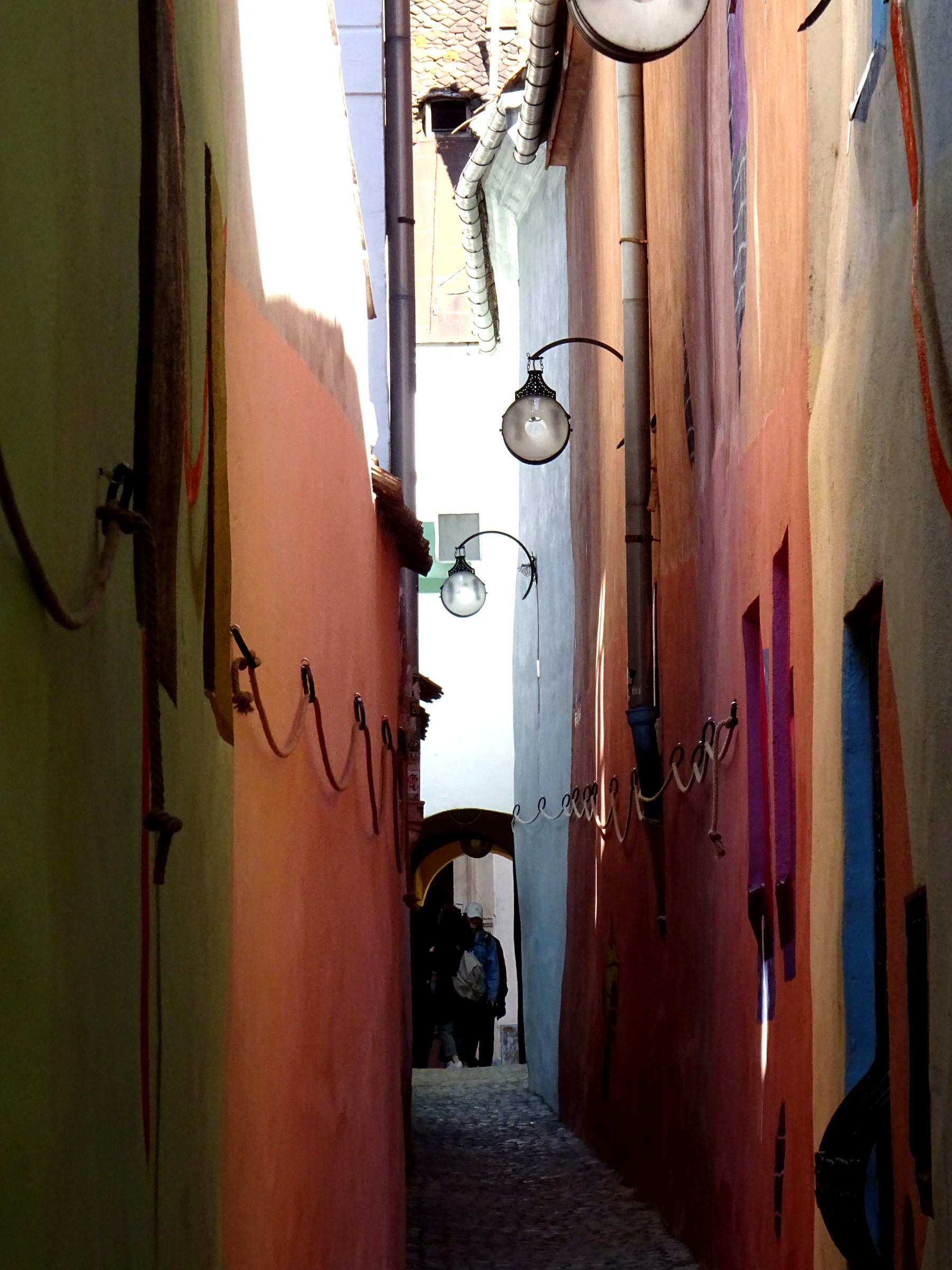
A 2018-as felújítás után
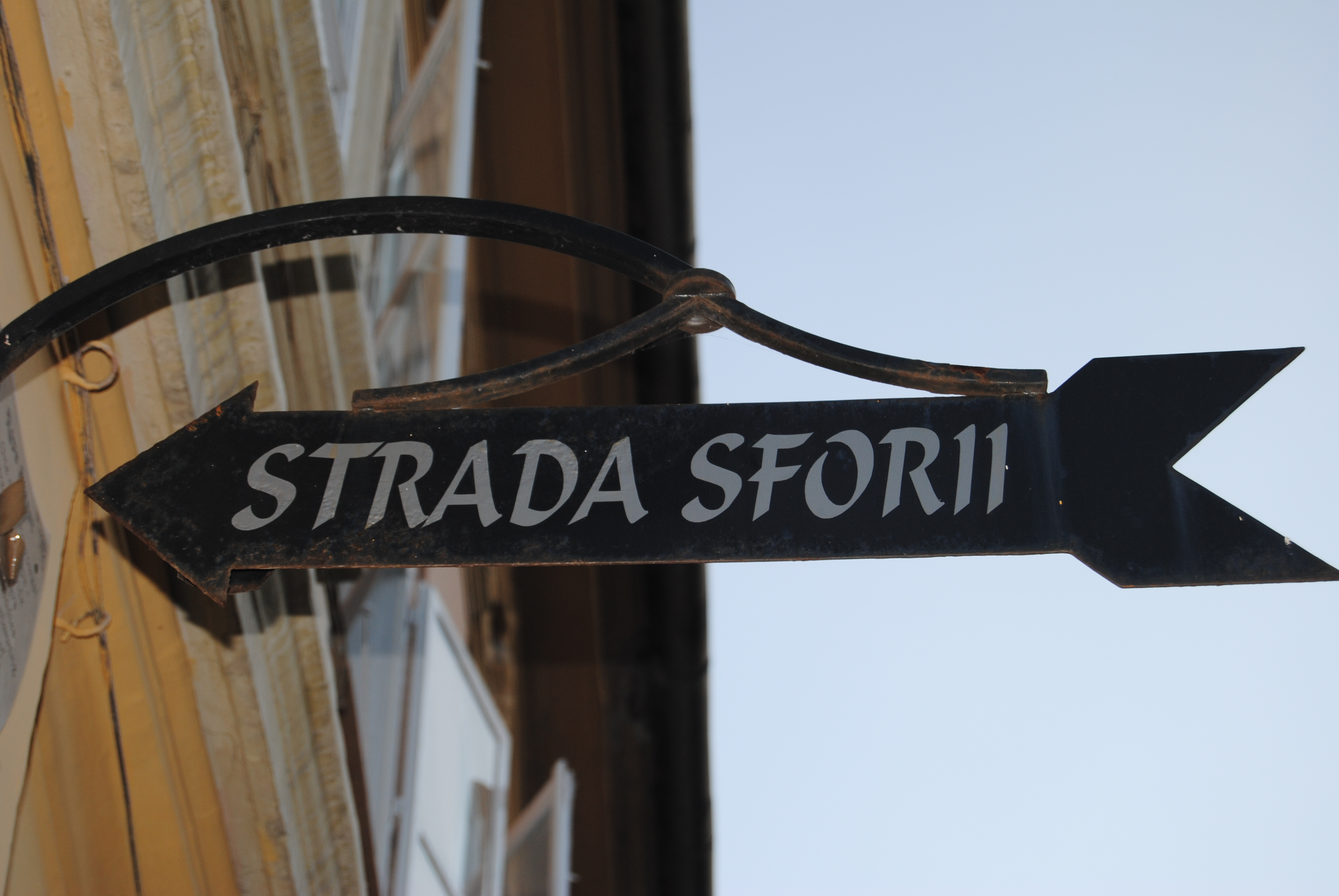
Utcanévtábla